# Maurice Dekobra
Ernest-Maurice Tessier, cunoscut sub pseudonimul Maurice Dekobra, (n. 26 mai 1885 - d. 1 iunie 1973) a fost un reporter, romancier, dramaturg, poet și traducător francez.
În scrierile sale a înfățișat medii cosmopolite, angrenate în intrigi pasionale.

## Opera
- 1924: Cu inima întristată ("Mon cœur au ralenti");
- 1925: Madona din tren ("La madone des Sleepings");
- 1926: Gondola cu himere ("La Gondole aux chimères");
- 1930: Sfinxul a vorbit ("Le Sphinx a parlé").

## Legături externe
- fr  Sites.RadioFrance.fr
- fr  Biografie la Zulma.fr Arhivat în 31 decembrie 2013, la Wayback Machine.